# توربای، استرالیای غربی
توربای (به انگلیسی: Torbay) یک شهرک در استرالیا است که در استرالیای غربی واقع شده‌است.